# As-Suyūtī

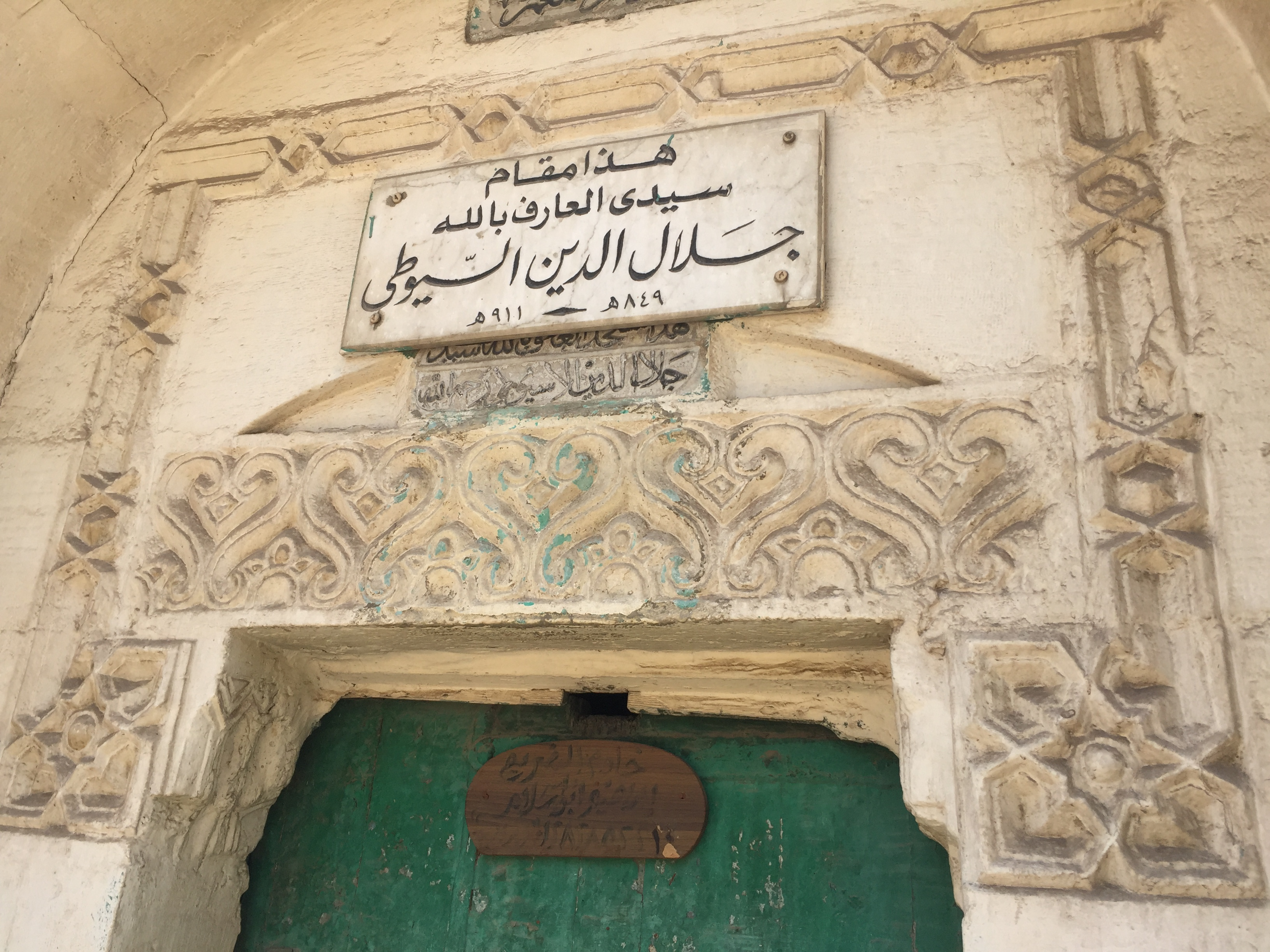
Grabmal für as-Suyuti in Kairo, Ägypten

Dschalāl ad-Dīn Abū l-Fadl ʿAbd ar-Rahmān ibn Abī Bakr al-Chudairī as-Suyūtī (arabisch جلال الدين أبو الفضل عبد الرحمن بن أبي بكر الخضيري السيوطي, DMG Ǧalāl ad-Dīn Abū l-Faḍl ʿAbd ar-Rahmān ibn Abī Bakr al-Ḫuḍairī as-Suyūṭī; geb. 3. Oktober 1445 in Kairo; gest. 18. Oktober 1505) war einer der produktivsten und vielseitigsten muslimischen Gelehrten in Ägypten während der Mamlukenzeit. Er war zwar dem schafiitischen Madhhab verbunden, doch betrachtete er sich als absoluten Mudschtahid sowie als Mudschaddid des 10. islamischen Jahrhunderts, das ungefähr dem 15. Jahrhundert entspricht. Im Jahre 1496 ernannte ihn der abbasidische Kalif von Kairo kurzzeitig zum obersten Qādī aller islamischen Länder. Die mehr als 500 von as-Suyūtī verfassten Schriften betreffen so unterschiedliche Felder wie Tafsīr, Hadith, Fiqh, arabische Sprachlehre, Sufismus, Geschichte und Adab. Die Beschäftigung mit Philosophie, Logik und Kalām hielt as-Suyūtī hingegen für verboten.

## Herkunftsfamilie
As-Suyūtī entstammte väterlicherseits einer persischen Familie, die ursprünglich in dem Bagdader Stadtviertel al-Chudairīya ansässig gewesen war, woher auch as-Suyūtīs Nisba al-Chudairī stammt. Neun Generationen zuvor war ein Ahn namens Humām ad-Dīn als Sufi in der Stadt Asyut heimisch geworden, von der die zweite Nisba as-Suyūtī kommt. Das Grab dieses Humām ad-Dīn wurde noch zu Zeiten Dschalāl ad-Dīn as-Suyūtīs in Asyut verehrt und war Ziel von Ziyāra-Besuchen. Die Nachkommen Humām ad-Dīns gehörten in Asyut zu den Vornehmen der Stadt, und einige von ihnen betätigten sich als Qādīs und Muhtasibs. Andere waren als Händler zu Wohlstand gelangt, und einer von ihnen schloss Freundschaft mit dem mamlukischen Emir Schaichū (gest. 1357), der in Salība in der Nähe der Ibn-Tulun-Moschee als Madrasa den Schaichūnīya-Chanqāh erbauen ließ.
Dschalāl ad-Dīns Vater Kamāl ad-Dīn ِAbū Bakr, der erste wirkliche Gelehrte der Familie, wurde 1402 in Asyut geboren. Nach Studien in seiner Heimatstadt wurde er dort stellvertretender Qādī, zog aber 1422/3 nach Kairo, wo er bei verschiedenen Gelehrten hörte, unter anderem bei dem berühmten Ibn Hadschar al-ʿAsqalānī. Kamāl ad-Dīn vollzog die Wallfahrt nach Mekka und studierte dort eine Zeit lang bei verschiedenen Gelehrten. Im Jahre 1425/26 erhielt er von seinem Lehrer Schams ad-Dīn al-Qāyātī eine Lehrbefugnis für Fiqh, Usūl al-fiqh, Kalām, arabische Grammatik, Rhetorik und Logik. Er vertrat diesen Lehrer auch zeitweise im Qādī-Amt. Außerdem betätigte er sich als Fiqh-Lehrer an der von Schaichū erbauten Moschee sowie als Prediger an der Ibn-Tulun-Moschee. Eine enge Freundschaft verband ihn mit dem Kalifen al-Mustakfī II. Die Lehrposition, die as-Suyūtīs Vater an der Schaichū-Moschee hatte, gehörte nicht zu der ursprünglichen Waqf des Emirs. Über Dschalāl ad-Dīns Mutter ist nur bekannt, dass sie eine türkische oder tscherkessische Sklavin war.

## Leben

### Kindheit
As-Suyūtī wurde in der Nacht zum Sonntag, den 1. Radschab 849 (= 3. Oktober 1445), in Kairo geboren. Nach einer Anekdote, die verschiedene Autoren anführen, wurde er zunächst Ibn al-kutub (‚Sohn der Bücher‘) genannt, weil seine Mutter ihn zwischen den Büchern seines Vaters zur Welt gebracht hatte, nachdem dieser sie beauftragt hatte, ein Buch für ihn zu holen. Die Wehen setzen just in dem Augenblick ein, als sie sich in seiner Bibliothek befand. Den Ism-Namen ʿAbd ar-Rahmān und den Laqab Dschalāl ad-Dīn verlieh ihm der Vater, die Kunya Abū l-Fadl soll ihm hingegen der hanbalitische Ober-Qādī ʿIzz ad-Dīn Ahmad ibn Ibrāhīm al-Kinānī verliehen haben.
Noch als as-Suyūtī ein kleines Kind war, nahm ihn sein Vater öfter in die Schaichūnīya mit, die direkt gegenüber Schaichū-Moschee war, in der er lehrte. So begleitete er seinen Vater zum Beispiel in ein Lehrkolleg von Zain ad-Dīn Ridwān al-ʿAqabī und bei anderer Gelegenheit in den Unterricht des schafiitischen Rechtsgelehrten Sirādsch ad-Dīn ʿUmar ibn ʿĪsā al-Warwarī. Als er erst drei Jahre war, brachte ihn sein Vater außerdem ein Mal in das Lehrkollegium von Ibn Hadschar al-ʿAsqalānī (gest. 1449). Deswegen listet as-Suyūtī diesen Gelehrten auch unter seinen Lehrern.
Am 9. März 1451, als as-Suyūtī gerade fünfeinhalb Jahre alt war, verstarb sein Vater an einer Pleuritis. Der Knabe war zu dieser Zeit mit der Memorierung des Korans gerade bis zur 66. Sure gekommen. Die Vormundschaft für ihn hatte der Vater einer Gruppe von Männern anvertraut, zu denen der hanafitische Gelehrte Kamāl ad-Dīn Ibn al-Humām (gest. 1457) gehörte, der mit ihm befreundet war. Dieser soll ihn bei dieser Gelegenheit auch im Lehramt seines Vaters in der Schaichūnīya-Moschee bestätigt haben. Ibn al-Humām schickte der Mutter as-Suyūtīs jeden Monat einen seiner Studenten vorbei, der ihr Geld für die Fürsorge des Jungen überbrachte. Dieses Geld, so beteuert es as-Suyūtī in einer seiner Schriften, stammte nicht von Ibn al-Humām selbst, sondern von seinem Vater, der es ihm anvertraut hatte. Nach Ibn al-Humāms Tod kam as-Suyūtī unter die Obhut von dessen Schüler Ibn Musaifah, der ihn auch in seinem Lehramt in der Schaichūnīya-Moschee vertrat, Als auch Ibn Musaifah im November 1458 starb, übernahm der Gelehrte Dschalāl ad-Dīn al-Mahallī (gest. 1459), der an der Schaichūnīya lehrte, seine Betreuung. Die Vertretung von as-Suyūtīs Lehrposition übernahm Fachr ad-Dīn ʿUthmān ibn ʿAbdallāh al-Maqsī.

### Ausbildung
Für ein Jahr lang besuchte as-Suyūtī an zwei Tagen der Woche den Unterricht seines Betreuers Dschalāl ad-Dīn al-Mahallī. Noch bevor er acht Jahre alt war, schloss er die Memorierung des Korans ab. Danach lernte er die Hadith-Sammlung ʿUmdat al-aḥkām von ʿAbd al-Ghanī al-Maqdisī (gest. 1203), die beiden schafiitischen Rechtsbücher Minhāǧ aṭ-ṭālibīn von an-Nawawī (gest. 1277) und Minhāǧ al-wuṣūl von al-Baidāwī (gest. 1290), sowie die Alfīya von Ibn Mālik (gest. 1274) auswendig. Ende 1459 wurde er über die ersten drei Werke von den Professoren ʿAlam ad-Dīn Sālih al-Bulqīnī, Scharaf ad-Dīn al-Munāwī, ʿIzz ad-Dīn Ahmad ibn Ibrāhīm al-Kinānī und Amīn ad-Dīn al-Aqsarā'ī geprüft, die ihm darüber eine Idschāza verliehen.

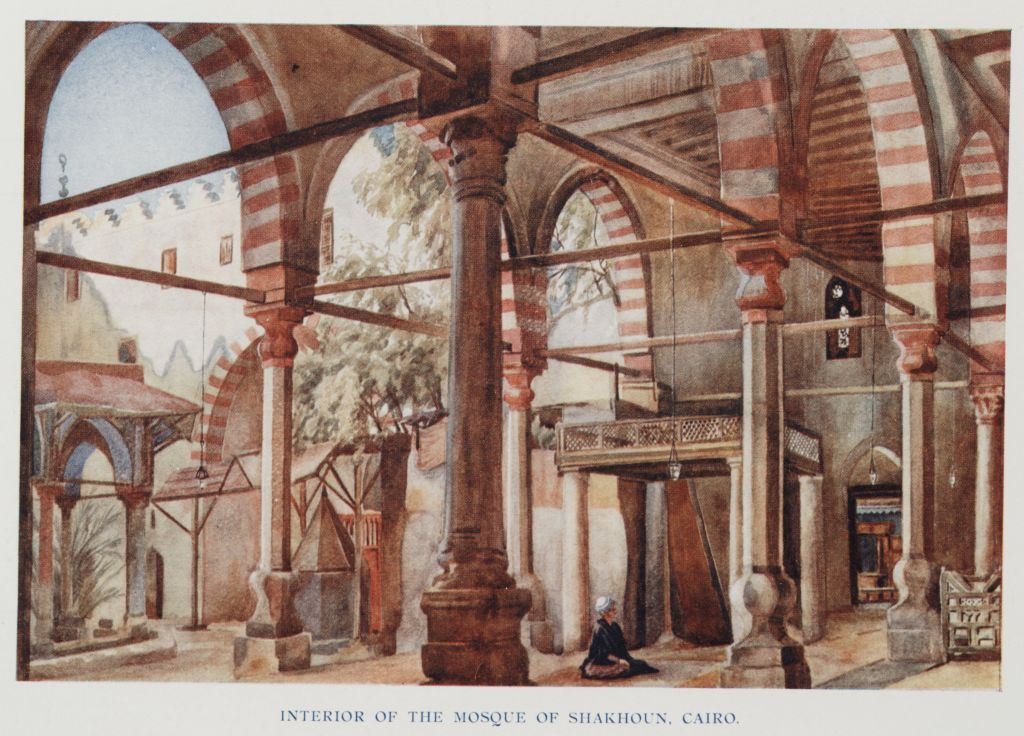
Das Innere der Schaichūnīya-Moschee um 1907

Kurz danach begann as-Suyūtī mit wissenschaftlichen Studien. Zu seinen wichtigsten Lehrern gehörten der Imam der Schaichūnīya Schams ad-Dīn Muhammad ibn Mūsā as-Sīrāmī und der Bibliothekar der Schaichūnīya Schams ad-Dīn al-Marzubānī, die beide Hanafiten waren, und Schihāb ad-Dīn asch-Schārimsāhī. Bei as-Sīrāmī las er den größten Teil des Ṣaḥīh von Muslim ibn al-Haddschādsch, aš-Šifāʾ fī taʿrīf ḥuqūq al-Muṣṭafā von al-Qādī ʿIyād und die Alfīya von Ibn Mālik, die er bereits für seine Prüfung memoriert hatte. Anfang 1461 stellte as-Sīrāmī seinem Schüler eine Idschāza aus, in der er bestätigte, dass as-Suyūtī bei ihm die Alfīya und andere mittelgroße Werke zur arabischen Grammatik gelesen hatte, und as-Suyūtī die Erlaubnis zum Unterricht erteilte. Bei al-Marzubānī studierte as-Suyūtī unter anderem die Einführung zur arabischen Version der Isagoge des Porphyrios mit dem Kommentar von Hasan al-Kātī und einen Teil von Sibawaihs Kitāb. Bei asch-Schārimsāhī, der zu dieser Zeit schon sehr bejahrt war, erhielt er Unterricht in islamischer Erbanteilslehre (farāʾiḍ) und Arithmetik (ḥisāb). In dieser Zeit begann as-Suyūtī auch schon mit der Niederschrift eigener Kommentare zu verschiedenen Werken, doch wusch er bei ihnen die Tinte wieder ab, so dass sich nichts davon erhalten hat.
Im Juli 1461 begann as-Suyūtī den Unterricht im schafiitischen Fiqh bei dem Ober-Qādī ʿAlam ad-Dīn Sālih al-Bulqīnī zu besuchen. Bei ihm hörte er Ausschnitte aus mehreren Fiqh-Werken. Außerdem verfasste as-Suyūtī in dieser Zeit ein Buch zur Erklärung der Formel aʿūḏu bi-l-Llāh („Ich nehme meine Zuflucht bei Gott“) und zur Basmala sowie ein weiteres zur Erklärung der Hauqala, zu denen al-Bulqīnī eine lobendes Vorwort schrieb. Im Schauwāl 866 (= Juli 1462) erhielt as-Suyūtī von al-Bulqīnī die Idschāza zur Erteilung von Fatwas und Unterricht.
Nach Erteilung der Idschāza durch al-Bulqīnī übernahm as-Suyūtī offiziell seine Lehrposition an der Schaichūnīya-Moschee. Am 9. Dhū l-Qaʿda 867 (= 26. Juli 1463) hielt er in Anwesenheit von al-Bulqīnī und dessen Angehörigen und Schülern seine Antrittsvorlesung. Allerdings besuchte as-Suyūtī auch danach weiter al-Bulqīnīs Unterricht. Dies machte er gewöhnlich an drei Tagen in der Woche (samstags, montags und donnerstags) vom frühen Morgen bis kurz vor Mittag. Danach besuchte er bis zum Nachmittag den Unterricht von Taqī ad-Dīn asch-Schumunnī, bei dem er Bücher zu Hadith, arabischer Sprache und Rhetorik studierte. Sonntags und dienstags dagegen besuchte er vormittags den Unterricht von Saif ad-Dīn Muhammad Ibn Qutlubughā, bei dem er den Kaššāf von az-Zamachscharī, arabische Grammatik, Rhetorik und Dogmatik studierte. Die Nachmittage an den beiden Tagen und am Mittwoch verbrachte er bei Muhyī d-Dīn al-Kāfiyadschī, bei dem er den Talwīḥ von at-Taftāzānī, den Korankommentar von al-Baidāwī und weitere Bücher zu Koranexegese, Hadith, arabische Sprache und Rhetorik studierte.
Weitere Lehrer as-Suyūtīs waren Scharaf ad-Dīn al-Munāwī, der ihn in schafiitischem Recht und Koranexegese unterrichtete, und der hanbalitische Ober-Qādī ʿIzz ad-Dīn Ahmad ibn Ibrāhīm al-Kinānī (gest. 1471), bei dem er unter anderem einen Ausschnitt aus Tādsch ad-Dīn as-Subkīs Ǧamʿ al-ǧawāmiʿ las. As-Suyūtīs Schüler ad-Dāwūdī (gest. 1539) bietet in seiner Biographie seines Lehrers eine alphabetisch geordnete Liste von 51 Scheichen, bei denen dieser gehört hat, bzw. die ihm eine Idschāza erteilt haben.

### Abwendung von Logik und Philosophie
In einer autobiographischen Schrift, die sein Schüler und Biograph asch-Schādhilī zitiert, erzählt as-Suyūtī, dass er sich schon in seiner Jugend dem Hadith zu- und von den antiken Wissenschaften Philosophie und Logik abwandte. Schon mit 18 Jahren habe er eine Schrift über die Missbilligung der Logik abgefasst. Er habe es auch gehasst, irgendeine Fragestellung zu hören, die auf die philosophischen Wissenschaften zurückgeht, und sich von Büchern mit philosophischen Inhalten ferngehalten.
Nach seiner Autobiographie at-Taḥadduṯ bi-niʿmat Allāh gab es einen speziellen Anlass, der as-Suyūtī dazu brachte, sich von der Logik abzuwenden. Dort erzählt er, dass dies stattfand, als er sich noch in der Ausbildung befand und unter Anleitung al-Marzubānīs und eines türkischen Gelehrten mit der Isagoge des Porphyrios beschäftigte. Dieser türkische Gelehrte hieß ʿAlā' ad-Dīn, war Qādī von Tartus war und weilte als Gast bei seinem Lehrer al-Kāfiyadschī. As-Suyūtī verfasste damals eine Zusammenfassung von al-Dschuwainī Werk al-Waraqāt fī uṣūl al-fiqh, die er zusammen mit dem türkischen Gelehrten las. Als dieser as-Suyūtīs Zusammenfassung irgendwann mitnahm und ihm nicht wieder zurückgab, vermutete as-Suyūtī, dass er sie bei der Rückkehr in seine Heimat als eigenes Werk ausgeben wollte, und verlor daraufhin jegliche Achtung vor ihm. Er begann, verschiedene religiöse Fragen mit dem Gelehrten zu diskutieren, und stellte fest, dass er davon keine Ahnung hatte. Daraufhin begann as-Suyūtī, auch die Logik insgesamt zu verachten. Er las verschiedene Schriften von Gelehrten über die Missbilligung der Logik, so eine Fatwa von Ibn as-Salāh, und verfasste eine eigene Schrift mit dem Titel al-Ġaiṯ al-muġriq fī taḥrīm al-manṭiq („Der ertränkende Regen über das Verbot der Logik“), die in der Stadt die Runde machte. Es brach daraufhin großes Geschrei aus, und es gab große Empörung. Schams ad-Dīn as-Sachāwī berichtet, dass sich bei dieser Gelegenheit die Gelehrten gegen as-Suyūtī erhoben.

### Reisen und Lehrtätigkeit
Im Dezember 1464 reiste as-Suyūtī in den Hedschas, um die Wallfahrt zu vollziehen. In Mekka traf er eine Anzahl von Gelehrten, darunter den malikitischen Qādī und Grammatiker Muhyī d-Dīn ʿAbd al-Qādir und den Hadith-Gelehrten und Geschichtsschreiber Nadschm ad-Dīn ʿUmar Ibn Fahd, der ein Schüler seines Vaters gewesen war. Im August 1465 kehrte er nach Ägypten zurück. Wie er in seiner Autobiographie berichtet, reiste er im Februar 1466 für einen Monat nach Damiette und Alexandria, um dort andere Gelehrte zu treffen, Hadithe zu übermitteln und Werke zu unterrichten, die er abgefasst hatte. Nach Schams ad-Dīn as-Sachāwī ist as-Suyūtī auch nach al-Fayyūm und nach al-Mahalla gereist. Über seine Reise in den Fayyūm verfasste er eine eigene Schrift, die sich aber nicht erhalten hat.
Anfang 1467 begann as-Suyūtī, in der Ibn-Tulun-Moschee, wo sein Vater gepredigt hatte und er ein Zimmer hatte, Hadith zu diktieren. 1470 erhielt er den Posten als Scheich der Sufis an dem Mausoleum von Barqūq an-Nāsirī, dem früheren Statthalter Syriens, das sich am Qarāfa-Tor befand. Hierbei handelte es sich nicht um ein Lehramt, sondern eher um eine Position mit administrativen Pflichten. Barqūq hatte sie eigentlich mit der Auflage versehen, dass der Amtsinhaber in einem speziell für ihn eingerichteten Haus wohnte, das zu dem Komplex gehörte. Als er aber erfuhr, dass as-Suyūtī unter diesen Bedingungen nicht bereit war, das Amt zu übernehmen, strich er diese Auflage aus der Stiftungsurkunde. 1472 wurde as-Suyūtī außerdem zum Professor für Hadith an der Schaichūnīya ernannt.

### Formulierung seines Anspruchs auf Idschtihād
As-Suyūtī war sehr von seinen Fähigkeiten als Gelehrter überzeugt. So nahm er für sich in Anspruch, 200.000 Hadithe zu kennen, und meinte, damit alle Hadithe zu kennen, die es überhaupt auf der Welt gebe. Nach einer Anekdote, die as-Suyūtīs Schüler asch-Schādhilī aufgezeichnet hat, war as-Suyūtī auch auf sein visuelles Gedächtnis sehr stolz. So erklärte er eines Tages einem anderen Gelehrten bei der Überfahrt mit der Fähre von ar-Rauda, dass dieser ihn, wenn er ihm einen Korankommentar für zwei Tage ausleihe, nach einem Jahr zu einem beliebigen Problem befragen könne und er ihm genau die Stelle in dem Buch zeigen könne, wo sie behandelt werde.
Besonders deutlich tritt as-Suyūtīs Selbstbewusstsein als Gelehrter auch in seinem Werk über die Geschichte Ägyptens mit dem Titel Ḥusn al-muḥāḍara fī aḫbār Miṣr wa-l-Qāhira zu Tage. In dieses Werk nahm er einen Abschnitt auf, der mit Ḏikr man kān bi-Miṣr min al-aʾimma al-muǧtahidīn („Erwähnung der Mudschtahid-Imame, die es in Ägypten gab“) überschrieben war. Diesen Abschnitt ließ er mit einem längeren autobiographischen Abriss enden. Damit brachte er klar zum Ausdruck, dass er sich selbst als Mudschtahid betrachtete. In diesem Abriss stellte er auch die Behauptung auf, in sieben Wissenschaften tiefgehendes Wissen (tabaḥḥur) zu besitzen, nämlich in Koranexegese (tafsīr), Hadith, Fiqh, Syntax und in den drei rhetorischen Wissenschaften maʿānī, bayān und badīʿ. In all diesen Wissenschaften mit Ausnahme des Fiqh, so erklärte er, habe er auch seine früheren Lehrer wissensmäßig übertroffen, ganz zu schweigen von anderen Gelehrten. Was seine Kenntnisse in anderen Wissenschaften anlangt, so nennt as-Suyūtī in absteigender Folge Usūl al-fiqh, Dschadal und Morphologie (taṣrīf), dann die Lehre von den Pflichterbteilen (farāʾiḍ), Stilkunst (inšāʾ) und Briefstellerei (tarassul), schließlich die Kenntnis der Lesarten des Korans und die Medizin. Bezüglich der Arithmetik (ḥisāb) gestand er ein, dass sie ihm am schwersten fiel und mental am fernsten lag. Wenn er sich mit einem damit zusammenhängenden Problem befasse, so schrieb er, habe er das Gefühl, als würde er versuchen, einen Berg zu versetzen. Umgekehrt meinte er aber, dass alle „Werkzeuge des Idschtihād“ bei ihm zur Vollkommenheit gelangt seien und er die Fähigkeit habe, zu jedem erdenklichen Problem ein Werk abzufassen, das die verschiedenen Lehrmeinungen, Argumente und den Dissens der Lehrrichtungen zusammenfasse.
As-Suyūtī verfasste auch ein Gedicht im Radschaz-Versmaß über die Mudschaddidūn der verschiedenen islamischen Jahrhunderte, in dem er seiner Hoffnung Ausdruck gab, selbst der Mudschaddid des neunten Jahrhunderts zu sein.

### Auseinandersetzungen mit anderen Gelehrten
As-Suyūtī hatte im Laufe seines Gelehrtenlebens zahlreiche Auseinandersetzungen mit anderen Gelehrten. As-Suyūtīs Schüler asch-Schādhilī schreibt, dass im Falle, dass eine Antwort seines Lehrers auf eine Frage Gerede oder Protest hervorrief, er dieser Antwort üblicherweise weitere Schriften folgen ließ, in denen er seine Ansicht bekräftigte. Einen relativ freundlichen Meinungsaustausch, der Fragen des Wadʿ und Madschāz betraf, hatte as-Suyūtī im Dezember 1473 mit dem malikitischen Gelehrten Schams ad-Dīn Muhammad ibn Ibrāhīm al-Chatīb al-Wazīrī (gest. 1485). Er findet seinen Niederschlag in der Textsammlung al-Asʾila al-wazīrīya wa-aǧwibatu-hā, die wahrscheinlich später von einem seiner Schüler zusammengestellt wurde.

#### Die Auseinandersetzung mit al-Dschaudscharī
Im Frühjahr 1484 hatte as-Suyūtī einen heftigen Disput mit dem schafiitischen Gelehrten Schams ad-Dīn Muhammad ibn ʿAbd al-Munʿim al-Dschaudscharī. Der Disput begann damit, dass ein Mann as-Suyūtī fragte, ob im Jenseits Frauen ebenfalls freitags Gott sehen können, oder ob diese Ehre Männern vorbehalten sei. As-Suyūtī antwortete auf diese Frage mit einer Schrift, in der er unterschiedliche Lehrmeinungen zu der Frage erwähnte und für diejenige Partei ergriff, die besagt, dass Frauen Gott im Jenseits nur an den Festtagen sehen können. Al-Dschaudscharī, der dies mitbekam, lieh sich die Schrift von as-Suyūtī aus, griff das Werk anschließend in einer sehr ausfälligen Weise an und erörterte in einer öffentlichen Vorlesung darüber die Fehler, die er darin meinte finden zu können. As-Suyūtī antwortete darauf mit seiner Schrift al-Lafẓ al-ǧauharī fī radd ḫubāṭ al-Ǧauǧarī („Die juwelenbesetzte Aussprache zur Widerlegung von al-Dschaudscharīs Wahnsinn“), in der er nicht nur die Position, die er in seiner ersten Schrift vertreten hatte, verteidigte, sondern auch al-Dschaudscharī vorwarf, in seinen Fatwas häufig Fehler zu machen, und selbst für sich in Anspruch nahm, ein absoluter Mudschtahid zu sein. Es kam daraufhin zu einem heftigen Konflikt, an dem mehrere Gelehrte beteiligt waren, und der nur durch den Geheimsekretär (kātib as-sirr) des Sultans Ibn Muzhir geschlichtet werden konnte. Al-Dschaudscharī verstarb wenige Monate später.

#### Die Auseinandersetzung mit Schams ad-Dīn as-Sachāwī
Auch zwischen as-Suyūtī und Schams ad-Dīn as-Sachāwī (gest. 1497) bestand Zwietracht (munāfara). Einer der Anlässe für den Konflikt zwischen den beiden Gelehrten bestand daran, dass ein Rezitator im Schaichūnīya-Chanqāh bei der Rezitation des Kitāb aš-Šifāʾ fī taʿrīf ḥuqūq al-Muṣṭafā von al-Qādī ʿIyād das Wort ḫiṣṣīṣā, das ein Verbalnomen zu dem arabischen Verb ḫaṣṣa ist, im Sinne eines Duals als ḫaṣīṣai gelesen und as-Suyūtī ihn darauf hingewiesen hatte, dass seine Aussprache falsch sei. Der Rezitator ließ sich daraufhin von fünf anderen Gelehrten einschließlich as-Sachāwī schriftlich bestätigen, dass seine Aussprache des Wortes richtig gewesen sei. As-Suyūtī trug daraufhin eine Anzahl von Aussagen arabischer Grammatiker zusammen, die seine Auffassung bestätigten, und schickte sie an die Gelehrtengruppe mit Ausnahme von as-Sachāwī. Die vier Gelehrten nahmen infolgedessen von ihrer früheren Ansicht Abstand und bestätigten schriftlich die Richtigkeit der Auffassung as-Suyūtīs. Der Rezitator wandte sich nun hilfesuchend an as-Sachāwī, der ihm ein langes Schreiben ausstellte, in dem er mitteilte, dass er im Gegensatz zu den anderen Gelehrten seine Aussage nicht widerrufe, weil er eine von mehreren Scheichen beglaubigte Abschrift Kitāb aš-Šifāʾ besäße, in dem das Wort als ḫaṣīṣai vokalisiert sei. As-Suyūtī verfasste daraufhin seine Schrift Alwiyat an-naṣr fī ḫiṣṣīṣā bi-l-qaṣr, in der er von dieser Auseinandersetzung mit as-Sachāwī berichtete und ihm Unwissen (ǧahl) vorwarf.
Ein weiterer Punkt, bei dem as-Suyūtī und as-Sachāwī unterschiedliche Positionen vertraten, war das Propheteneltern-Problem. Während as-Suyūtī der Auffassung war, dass die Propheteneltern erlöst worden seien und sich im Paradies befänden, und dabei von dem Hadith-Gelehrten Fachr ad-Dīn ʿUthmān ibn Muhammad ad-Diyamī (gest. 1502/03) unterstützt wurde, vertrat as-Sachāwī die gegenteilige Auffassung. As-Suyūtī verfasste daraufhin seine Schrift al-Maqāma as-sundusīya gegen as-Sachāwī.
As-Sachāwī wurde später zu einem der schärfsten Kritiker as-Suyūtīs. In seiner Biographiensammlung aḍ-Ḍauʾ al-lāmiʿ fī aʿyān al-qarn at-tāsiʿ zu den Gelehrten des 9. Jahrhunderts der Hidschra (= 15. Jahrhundert christl. Zeitrechnung) widmete er as-Suyūtī einen Eintrag und machte ihm dort vor allem den Vorwurf des Plagiats. So beschuldigt er ihn, dass er ihm zur Zeit, als er noch sein Schüler gewesen war, eine große Anzahl von Werken gestohlen habe, darunter al-Ḫiṣāl al-mūǧiba li-ẓ-ẓilāl, al-Asmāʾ an-nabawīya und aṣ-ṣalāt ʿalā n-nabī. Auch bei seinem ersten Werk über das Verbot der Logik, das ein Auszug aus einem Werk von Ibn Taimīya sei, habe as-Suyūtī seine Hilfe in Anspruch genommen. As-Sachāwī führte des Weiteren eine Liste von elf Werken auf, die as-Suyūtī seiner Meinung nach von seinem Lehrer Ibn Hadschar al-ʿAsqalānī gestohlen und entstellt hatte. Außerdem behauptete er, dass as-Suyūtī aus der Mahmūdīya und anderen Bibliotheken alte Bücher entliehen habe, mit denen seine Zeitgenossen nicht vertraut waren, um den Text ein wenig zu modifizieren und umzustellen und hernach als eigene Werke auszugeben.
As-Sachāwī ging in seinem Eintrag auch auf as-Suyūtīs Aussagen in Ḥusn al-muḥāḍara ein. So äußerte er, dass as-Suyūtīs Eingeständnis, dass ihm Arithmetik schwerfalle, der klarste Beweis für seine Dummheit (balāda) sei, weil Arithmetik, wie die Meister des Faches sagten, ein „Fach der Intelligenz“ (fann aḏ-ḏakāʾ) sei. As-Sachāwī brachte auch seine Entrüstung darüber zum Ausdruck, dass as-Suyūtī ein Werk über Lesarten des Korans geschrieben hatte, obwohl er niemals einen Lehrer in diesem Fach gehabt hatte. Er stellte außerdem die Vermutung an, dass die Vielzahl von as-Suyūtīs Missverständnissen daher rühre, dass er sich nicht unter die Gelehrten mische bei ihren Vorträgen und nicht mit ihnen am Abend und bei ihren Hochzeitsfeiern zusammensitze, sondern sein Wissen nur aus Schreibheften und Büchern beziehe. Die Anmaßungen as-Suyūtīs in seinem Pamphlet gegen al-Dschaudscharī interpretierte as-Sachāwī als einen weiteren Beleg für seine Dummheit (ḥumq), ja sogar Besessenheit (ǧann). Seine Invektive schloss er mit der Aussage ab, er habe as-Suyūtī immer schon für seinen Größenwahn (hawas) und seine Überheblichkeit (taraffuʿ) gekannt. Letztere habe sich sogar gegen seine Mutter gewendet, mit dem Ergebnis, dass diese sich häufig über ihn beschwert habe. As-Suyūtī wehrte sich gegen die Anschuldigungen as-Sachāwīs mit einer Gegenschrift, die er al-Kāwī fī tārīḫ as-Saḫāwī („Das Ätzende zur Geschichte as-Sachāwīs“) oder al-Kāwī fī radd ʿalā s-Saḫāwī („Das Ätzende zur Widerlegung as-Sachāwīs“) nannte.

### Aufgabe der Lehrtätigkeit und Fatwa-Erteilung

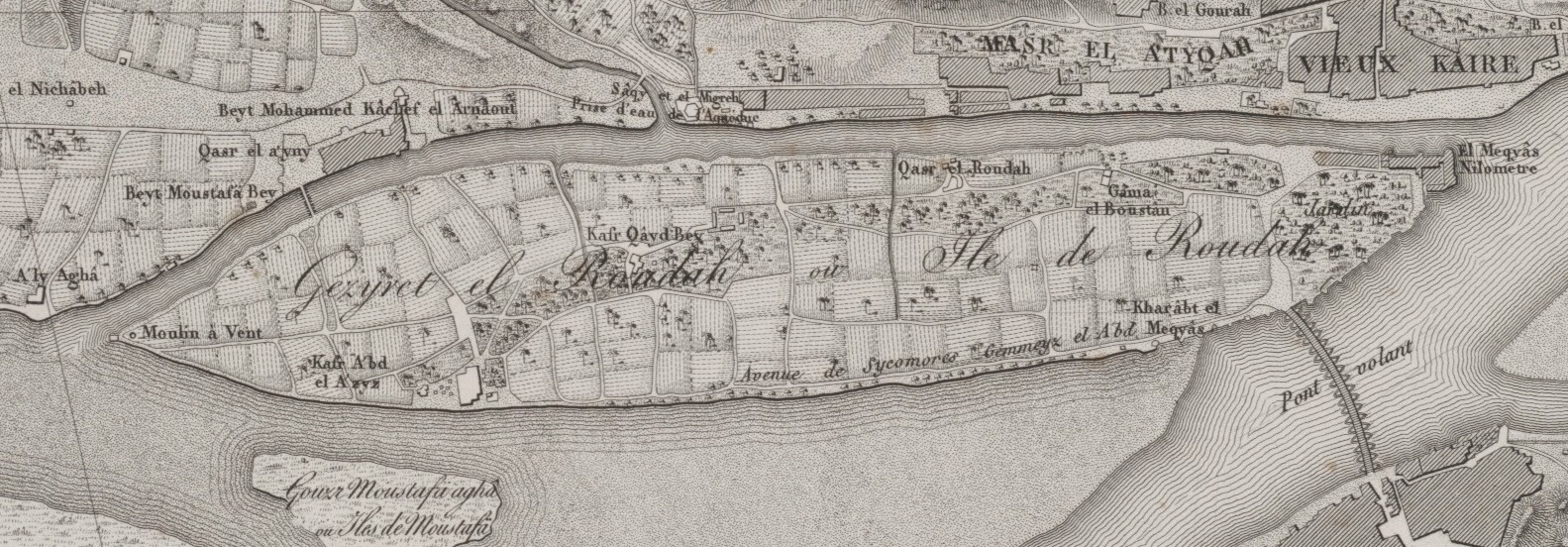
Die Nilinsel ar-Rauda, auf der as-Suyūtī ab 1484 lebte.

Als as-Suyūtī das 40. Lebensjahr überschritten hatte, im Jahre 1484, begann er den Kontakt mit den Herrschenden zu meiden und gab seine Lehrtätigkeit und Aktivität als Mufti auf, um sich ganz dem Gottesdienst und der kritischen Edition seiner Werke zu widmen. Nach as-Sachāwī hielt er diese Selbstverpflichtung (iltizām) allerdings nicht lange durch, sondern nahm seine Aktivität als Mufti bald wieder auf, wobei er dies mit einem Traum begründete, in dem der Prophet Mohammed ihn für diese Selbstverpflichtung getadelt hatte. Er lebte von jetzt an bis zu seinem Tod in einem Haus auf der Nilinsel ar-Rauda.

### Die Auseinandersetzung mit Sultan Qā'itbāy
Im Rabīʿ II 891 (= April 1486) ernannte Sultan Qā'itbāy (reg. 1468–1496) as-Suyūtī zum Scheich des Baibarsīya-Chanqāhs. Wie bei dem Mausoleum von Barqūq handelte es sich hierbei nicht um eine Lehrinstitution, sondern um ein Mausoleum mit angeschlossenem Hospiz für Sufis, in dem diese wohnen und ihre gottesdienstliche Übungen vollziehen konnten. Als Leiter dieser Institution hatte as-Suyūtī auch keine Lehr-, sondern im Wesentlichen administrative Aufgaben. Nach asch-Sachāwī hatte as-Suyūtī den Posten durch die Hilfe des abbasidischen Kalifen al-Mutawakkil erhalten. Allerdings brachte dieser Posten auch unangenehme Pflichten mit sich. So erwartete der Sultan, dass as-Suyūtī zu Anfang jeden Monat zur Zitadelle hochsteige, um ihm die Aufwartung zu machen. As-Suyūtī lehnte dies jedoch ab, mit dem Argument, dass die frühen Muslime (as-salaf), deren Vorbild er folgen wollte, die Herrschenden nur wenige Male in ihrem Leben aufgesucht hatten. Mehrere Jahre konnte sich as-Suyūtī auf diese Weise den Besuchen beim Sultan entziehen.

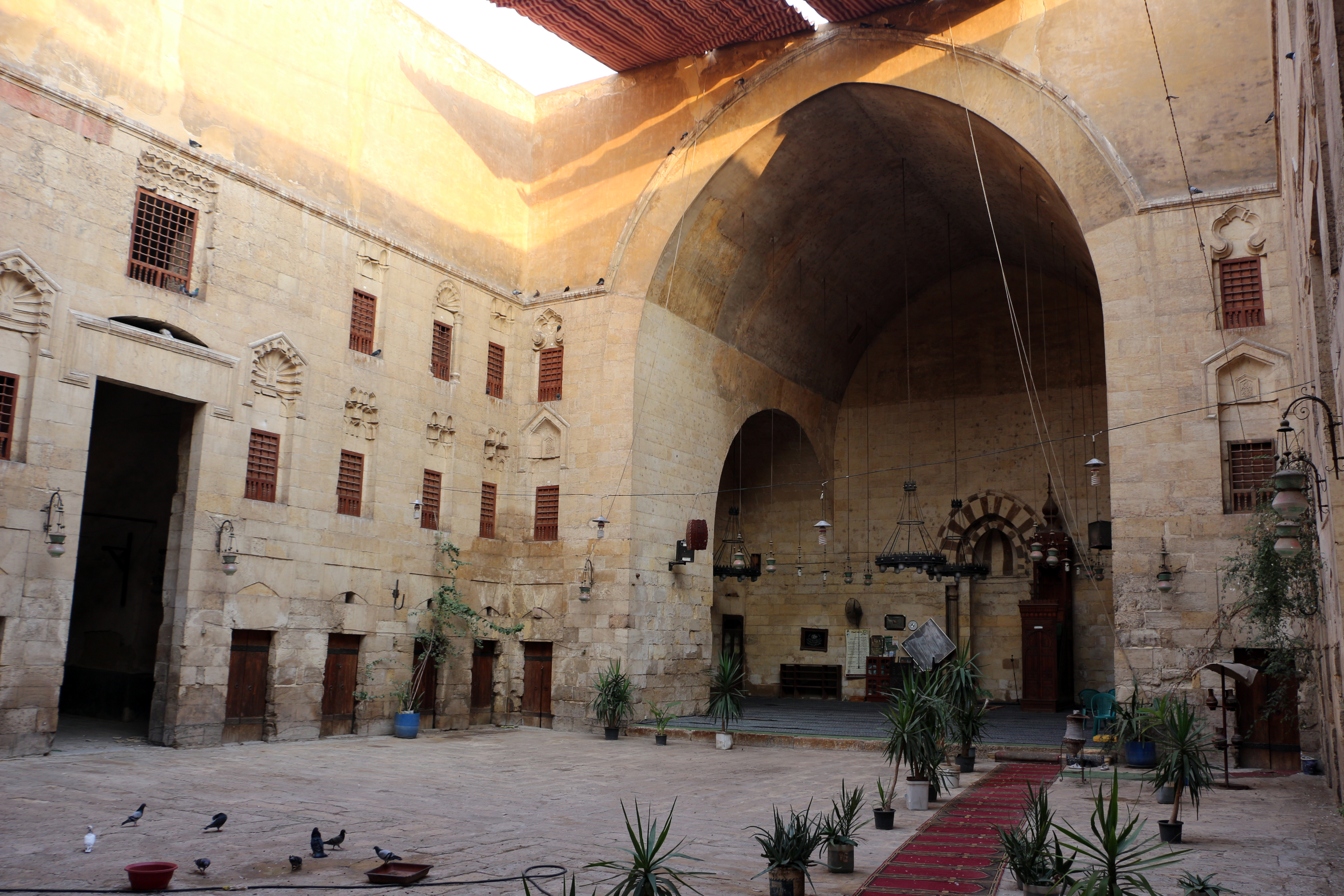
Der Baibarsīya-Chanqāh, dem as-Suyūtī mehrere Jahre als Scheich vorstand.

Zu Anfang des Jahres 899 (= Oktober 1493) allerdings wurden die Gehälter as-Suyūtīs und der am Baibarsīya-Mausoleum lebenden Sufis nicht mehr ausgezahlt, und ein Bote des Sultans überbrachte den Befehl, dass sich bei ihm einfinden sollten. As-Suyūtī stieg daraufhin mit den Sufis zur Zitadelle hinauf. Als er beim Eintreten vom Sultan auf den Tailasān-Schal angesprochen wurde, den er um seinen Kopf trug, verteidigte er diesen als Sunna des Gottesgesandten und wies die Auffassung des Sultans, dass es sich um eine malikitische Besonderheit handele, zurück. Der Sultan rüffelte dieses Verhalten als Überheblichkeit und Hochmut (takabbur wa-taǧabbur), verhielt sich danach aber höflich und zahlte die Gehälter aus. Wenige Tage nach der Audienz erfuhr as-Suyūtī allerdings, dass der Imam des Sultans Ibrāhīm Ibn al-Karakī seine Aussage, dass der Tailasān eine Sunna des Propheten sei, vor dem Sultan zurückgewiesen und diese Art der Kopfbedeckung als „Sunna der Juden“ (sunnat al-Yahūd) gegeißelt hatte. Daraufhin verfasste er seine Schrift al-Aḥādīṯ al-ḥisān fī faḍl aṭ-ṭailasān, in der er das Tragen des Tailasān-Schals aus der Traditionsliteratur rechtfertigte.
Fünf Monate später verlangte der Sultan erneut, dass sich as-Suyūtī und die Sufis für die nächste Gehaltszahlung zu ihm begäben. As-Suyūtī war dazu nicht bereit und bekam daraufhin sein Gehalt erneut nicht ausgezahlt. Überzeugungsversuche anderer Gelehrter, die der Sultan zu ihm sandte, fruchteten nicht. Im Jahre 900 (= 1494/95 n. Chr.) wiederholte sich die Situation: as-Suyūtī folgte den Vorladungen des Sultans nicht, woraufhin sein Gehalt zurückgehalten wurde. Als as-Suyūtī auch zu Beginn des Jahres 901 (= Herbstbeginn 1495) trotz Aufforderung nicht beim Sultan erscheinen wollte, machte Ibn al-Karakī beim Sultan Stimmung gegen ihn und bezeichnete sein Verhalten als Sünde und Rebellion. Am 20. Safar (= 9. November 1495) traf ein Bote des Sultans bei as-Suyūtī ein, der ihm für den Fall, dass er nicht zum Sultan komme, schlimme Konsequenzen androhte. As-Suyūtī ließ daraufhin dem Sultan ausrichten, dass er sich für den Fall, dass er ihm kein sunna-gemäßes Leben ermögliche, an den Gottesgesandten werden werde, um ihn gegen den Sultan zu verteidigen. Als im Rabīʿ I die Qādīs auf Wunsch des Sultans eine Fatwa gegen as-Suyūtī verkündeten, in der sie sein Verhalten verurteilten, trat dieser von seinem Posten als Scheich des Baibarsīya-Chanqāhs zurück und verfasste seine Schrift Mā rawāh al-asāṭīn fī ʿadam al-maǧīʾ ilā as-salāṭīn, in der er Hadithen und Gelehrtenaussprüchen darüber zusammentrug, dass man keine Herrscher aufsuchen soll. Der Streit zog sich noch ein paar Monate weiter hin, bis Qā'itbāy am 27. Dhū l-Qaʿda 901 (= 7. August 1496) einer Krankheit erlag. As-Suyūtī schrieb den vorzeitigen Tod des Sultans der Kraft seiner Gebete zum Gottesgesandten zu, wie aus einer seiner Schriften hervorgeht, die sein Biograph und Schüler asch-Schādhilī zitiert.

### Ernennung zum obersten Qādī aller islamischen Länder durch den abbasidischen Kalifen
Ibn Iyās berichtet, dass im Safar 902 (= September/Oktober 1496) der abbasidische Kalif al-Mutawakkil ʿAbd al-ʿAzīz (amtierte von 1479 bis 1497) as-Suyūtī ein neues Amt übertrug, nämlich das des obersten Qādī, das mit dem Recht verbunden sein sollte, in den gesamten Ländern des Islams die Qādīs nach eigenem Gutdünken ein- und abzusetzen. Der Text der Ernennungsurkunde wird von as-Suyūtīs Schüler und Biograph asch-Schādhilī zitiert. Demnach übertrug der Kalif as-Suyūtī die allgemeine, absolute und beschränkte richterliche Gewalt in Ägypten und allen islamischen Ländern des Ostens und Westen, einschließlich der Länder, die die Muslime noch erobern würden. Damit wurde ihm die Aufsicht über die Angelegenheiten der Qādīs übertragen: Diejenigen, die geeignet waren, sollte er in ihrem Amt bestätigen und diejenigen, die das nicht waren, absetzen. Das Dokument war auf den 8. Safar 902 (= 18. Oktober 1496) datiert und trug die Unterschriften von vier Zeugen und dem Kalifen selbst.
Die Qādīs von Ägypten erklärten diese Ernennung für ungültig, weil der Kalif sie ohne Einverständnis des Sultans vorgenommen hatte, und es kam zu Protesten gegen den Kalif, woraufhin dieser die Ernennung widerrief und sich die darüber ausgestellte Urkunde von as-Suyūtī zurückgeben ließ.

### Absetzung als Leiter der Baibarsīya und Verfolgung durch Tūmānbāy
Während der Herrschaft von Sultan Tūmānbāy (Januar – April 1501) revoltierten die Insassen des Baibarsīya-Chanqāhs gegen as-Suyūtī wegen schlechter Verwaltung von Stiftungsgeldern. Und am Montag, den 12. Radschab 906 (1. Februar 1501), erreichten sie beim Sultan as-Suyūtīs Absetzung als Leiter ihrer Einrichtung. Der Sultan war so wütend auf ihn, dass er den Wunsch hegte, ihn hinzurichten. Nach asch-Schādhilī war derjenige, der seine Wut gegen as-Suyūtī entfacht hatte, ein Gelehrter namens ʿAbd al-Chāliq al-Mīqātī. Der Sultan ließ nun as-Suyūtī bei dem Ober-Qādī Zakarīyā al-Ansārī unter Hausarrest stellen. Als as-Suyūtī durch den hanafitischen Imam ʿAbd ar-Razzāq ibn Ahmad erfuhr, dass der Sultan danach strebte, ihn in Stücke hauen zu lassen, nutzte er einen Gang zusammen mit seinen Wächtern zu seinem Raum in der Ibn-Tulun-Moschee, um zu flüchten, und tauchte unter. Der Sultan setzte daraufhin Yāsīn ibn Ballān al-Bilbaisī als seinen Nachfolger im Amt des Scheichs der Baibarsīya ein.

### Rehabilitierung unter Qansauh al-Ghūrī, Bücherverkäufe ins Ausland
Nach der Tötung von Tūmānbāy durch seinen Nachfolger Sultan Qansauh al-Ghūrī (reg. 1501–1516) kam as-Suyūtī wieder aus seinem Versteck. Nach asch-Schādhilī ließ der neue Sultan mehrmals bei as-Suyūtī anfragen, ob er Scheich der Madrasa werden wolle, die er im Zentrum von Kairo neu erbaute, doch lehnte dieser ab. Ein anderes Mal bot er ihm ein festes Gehalt aus der Kopfsteuer der Nicht-Muslime an, was as-Suyūtī aber ebenfalls ablehnte. Auch als sein Nachfolger im Amt des Scheichs des Baibarsīya-Chanqāhs, Yāsīn al-Bilbaisī, am 30. Mai 1504 starb, ließ er sich nicht dazu bewegen, dieses Amt wieder zu übernehmen. Da as-Suyūtī zwischenzeitlich auch auf das Lehramt für Hadith an der Schaichūnīya und den Posten als Scheich der Sufis an dem Mausoleum von Barqūq an-Nāsirī verzichtet hatte, war er nun ohne festes Gehalt. Wie asch-Schādhilī berichtet, lebte er vor allem vom Verkauf seiner Bücher, wobei asch-Schādhilī selbst mehrfach als Verkäufer auftrat. Ansonsten bemühte sich as-Suyūtī vor allem um eine gesunde Diät, wobei er sich an den Empfehlungen der Medizin und auch eigene Maqāmāt dazu abfasste.
Asch-Schādhilī berichtet auch, dass as-Suyūtī in dieser Zeit häufig Besuche von Leuten aus Takrūr bekam, also aus dem Gebiet Westafrikas, das ungefähr den Reichen Mali, Ghana und  Songhai entsprach. Sie brachten ihm reichlich Geld, Geschenke und Kostbarkeiten mit und kauften ihm seine Bücher ab. Asch-Schādhilī erzählt, dass diese Leute aus Takrūr as-Suyūtī sehr liebten und verehrten und sogar ihre Kinder nach ihm benannten, um dadurch seine Segenskraft zu erlangen. As-Suyūtī habe bei ihnen ein fast so hohes Ansehen gehabt wie der Imam Mālik. In einem Fall habe as-Suyūtī sogar auf Bitten seiner Besucher einen Brief an einen rebellischen Herrscher in Takrūr geschrieben und ihn auf diese Weise dazu gebracht, sich zurückzuziehen. Die Leute aus Takrūr schenkten as-Suyūtī auch einen Eunuchen namens Chālis, den er später freiließ.
Ein reger Handel mit as-Suyūtīs Büchern bestand auch nach Syrien. Ein Mann namens Muhammad asch-Schāmī kam regelmäßig mit großen Summen Geldes aus Syrien, um Exemplare von as-Suyūtīs Werken zu kaufen und in Syrien wieder zu verkaufen. Asch-Schādhilī selbst betätigte sich hierbei als Kopist. Die von ihm erstellten Buchexemplare waren in Syrien besonders beliebt.
Die finanzielle Unabhängigkeit sowie das hohe Ansehen, das as-Suyūtī bei den Mamluken genoss, erlaubten ihm, Vertretern der Staatsgewalt mit noch größerer Gleichgültigkeit zu begegnen. Asch-Schādhilī berichtet von einem Fall, bei dem der Chef der Militärpolizei (naqīb al-ǧaiš) mit einer Garde bei ihm eintrat und ihn aufforderte, wegen der Beschwerden gegen ihn an der Baibarsīya sofort zu Sultan Qansauh al-Ghūrī zu kommen. As-Suyūtī antwortete ihm im Sitzen, dass der Sultan zu ihm kommen möge, wenn er etwas von ihm wolle. Als ihn der Offizier anfuhr, er müsse dem Befehlshaber (walī al-amr) gehorchen, antwortete as-Suyūtī nach dem Bericht asch-Schādhilīs: „Schweig! Sonst verkünde ich eine Fatwa, dass du ein Ungläubiger bist und hingerichtet werden musst. Wer sind die, die zu befehlen haben (ūlū al-amr)? Wir sind das, die Gelehrten. Jemand wie du spricht mich so an? Anführer von Tausenden kommen zu mir, legen vor der Tür die Führerschaft ab und kommen auf höfliche Weise herein.“ Diese Worte sollen ihre Wirkung nicht verfehlt haben: der Offizier setzte sich vor as-Suyūtī höflich nieder und küsste ihm die Füße.

### Tod und Begräbnis
As-Suyūtī starb am Freitag, den 19. Dschumādā II 911 (= 18. Oktober 1505), vor Tagesanbruch in seinem Haus auf der Insel ar-Rauda mit 61 Jahren, nachdem er sich eine Woche zuvor eine starke Schwellung am linken Arm zugezogen hatte, die möglicherweise ein Abszess war. Das Totengebet für ihn wurde in der al-Abārīqī-Moschee auf ar-Rauda nach dem Freitagsgebet gesprochen. Er wurde im Qūsūn-Hof in der Nähe des Qarāfa-Tors im Grab seines Vaters beigesetzt. In der Zeit nach as-Suyūtīs Tod fanden in der al-Azhar-Moschee und an anderen Orten mehrere Rezitation des ganzen Korans statt. 
Auch in Syrien gedachte man as-Suyūtīs Tod. So wurde am 18. Radschab 911 (= 15. Dezember 1505) für ihn in der Umayyaden-Moschee in Damaskus eine ġāʾiba, also ein Totengebet in Abwesenheit, gehalten.
Im Gegensatz zu anderen Gelehrten und Scheichen wurde as-Suyūtīs Name nicht in den dīwān al-ḫāṣṣ eingetragen, was bedeutete, dass sein Eigentum von Seiten des Sultans nicht angetastet wurde. Sultan Qansauh al-Ghūrī begründete das damit, dass as-Suyūtī zu Lebzeiten nie etwas von ihm angenommen hatte, und es deshalb nicht berechtigt sei, nach seinem Tod Anspruch auf seinen Nachlass zu erheben.
Der Amīr Qurqmās, der as-Suyūtī sehr mochte, ließ auf seinem Grab einen Holzkasten errichten, der mit einer Hülle in kalifalem Schwarz versehen wurde, auf den in Weiß der Thronvers gestickt war. Die Überführung dieser Hülle zu seinem Grab erfolgte in einer feierlichen Prozession, bei der zahllose Anhänger der Qādirīya, Ahmadīya und Rifāʿīya sowie Gelehrte und Sufi-Scheiche vorangingen,  über ihren Köpfen Fahnen schwenkten und Dhikr-Formeln rezitierten. As-Suyūtīs Mutter errichtete mit dem Geld, was er ihr hinterlassen hatte, ein Mausoleum über seinem Grab. Später wurde sie selbst in diesem Bau bestattet.

## Werke
As-Suyūtī schrieb im Laufe seines Lebens eine immense Anzahl von Werken. 283 davon listete er selbst in seiner Schrift Ḥusn al-Muḥāḍara auf. Sein Schüler ad-Dāwūdī führt in seiner Suyūtī-Biographie eine Liste mit über 500 Werken auf. Nach seinem Schüler asch-Schādhilī waren es sogar 550 Werke. Allerdings sind unter seinen Werken auch viele kurze Abhandlungen. Manche sind sogar nur ein Blatt lang. Ad-Dāwūdī berichtet, dass as-Suyūtī manchmal täglich bis zu drei Heften voll schrieb und daneben noch Hadith diktierte und Antworten zu sich widersprechenden Hadithen gab. Auch Schams ad-Dīn as-Sachāwī vermerkt, dass er „schnell im Schreiben“ (sarīʿ al-kitāba) war.
Thematisch weist as-Suyūtīs Textproduktion, die schon im Alter von 17 Jahren begann, eine außerordentliche Vielseitigkeit auf. Asch-Schādhilī ordnet 40 Schriften as-Suyūtīs dem Bereich Koranexegese zu, 205 Schriften dem Bereich Hadith, 23 Schriften dem Bereich Hadith-Terminologie (muṣṭalaḥ al-ḥadīṯ), 70 dem Bereich Fiqh, 18 den Bereichen Usūl al-fiqh, Usūl ad-dīn und Sufismus, 53 den Bereichen Lexikographie, Syntax und Morphologie, zehn den rhetorischen Wissenschaften al-maʿānī, al-bayān und al-badīʿ, 70 den Bereichen Adab, Schwänke (nawādir), Stilkunst (inšāʾ), und Arabische Sprache und 30 dem Bereich Geschichte, während zehn Schriften Bücher zu verschiedenen Wissenschaften betreffen. Viele Schriften as-Suyūtīs sind Widerlegungen anderer Gelehrter, die ihm bei bestimmten Fragen widersprochen hatten. Unter seinen Schriften sind auch 40 Maqāmāt zu verschiedenen Disziplinen.
Die meisten Werke as-Suyūtīs wurden schon zu seinen Lebzeiten weit über Ägypten hinaus bekannt. Sein Schüler und Schreiber asch-Schādhilī berichtet, dass er viele von ihnen für Leute aus Ägypten, Damaskus, Aleppo, dem Hedschas, dem Jemen, den osmanischen Gebieten, dem Maghreb, aus Westafrika, Iran und anderen Ländern kopierte. Dies tat er auf Wunsch as-Suyūtīs: Wenn Gäste aus dem Ausland mit Bücherwünschen zu ihm kamen, schickte er sie regelmäßig zu asch-Schādhilī, der ihm dann eigene Abschriften der betreffenden Bücher verkaufte oder neue Abschriften anfertigte. As-Suyūtī entlohnte ihn dann dafür oder überließ ihm einen Teil des Kaufpreises.
Nach as-Suyūtīs Tod wurden seine Werke, die er als Stiftung vermacht hatte, seiner Mutter anvertraut, und sie entschied, dass sie als Waqf in seinem Raum in der Tuluniden-Moschee verbleiben sollten. Dort sollten sie und unter ihrer Aufsicht stehen, wobei ein gewisser Scheich Scharmant, den as-Suyūtī als Bevollmächtigten für seine gestifteten Bücher, seinen Nachlass und seinen Wafq eingesetzt hatte, sie jedem ausleihen sollte, der sie vor Ort kopieren, lesen oder konsultieren wollte. Nach dem Tod von as-Suyūtīs Mutter verlegte Scheich Scharmant die Bibliothek in seine eigene Wohnung, wobei er weiter jedem ihre Konsultation ermöglichte. In der Zeit der osmanischen Eroberung Ägyptens wurden die Bücher dann in die al-Azhar-Moschee verlegt, wo sie in einer Zelle des Riwāq ar-riyāfa, also dem Quartier für Studierende aus dem ländlichen Ägypten, untergebracht wurde. Dort unterstellte sie Scheich Scharmant der Aufsicht des Scherifen Abū l-Mahāsin Yūsuf und des Suyūtī-Schülers Schams ad-Dīn ad-Dāwūdī.

## Rezeption

### Würdigung seiner Leistungen und Fähigkeiten als Gelehrter
Kurz nach as-Suyūtīs Tod verfassten zwei seiner Schüler, ʿAbd al-Qādir ibn Muhammad asch-Schādhilī (gest. 1528) und Schams ad-Dīn Muhammad ad-Dāwūdī (gest. 1539) biographische Werke über ihn. Darin würdigten sie seine Leistungen und Fähigkeiten als Gelehrter. Asch-Schādhilī, der as-Suyūtī ungefähr vierzig Jahre lang begleitete, berichtet, dass dieser, wenn er nach irgendetwas gefragt wurde, sofort antwortete, dann aber mit den Worten aḏ-ḏihn ḫauwān („Der Verstand ist unzuverlässig“) auf die Schwäche seines Gedächtnisses verwies, sich ein bestimmtes Buch geben ließ, dieses öffnete und innerhalb kürzester Zeit die Stelle aufschlug, an der sich die Antwort befand, als ob sie mit einem Kennzeichen versehen wäre. Dann ließ er den Fragenden die Stelle vorlesen, der feststellte, dass dort wortwörtlich genau das stand, was as-Suyūtī vorher geantwortet hatte. Asch-Schādhilī meint auch, dass as-Suyūtī wie Tādsch ad-Dīn as-Subkī berechtigt gewesen wäre, sich als „absoluten Mudschtahid der Welt“ (muǧtahid ad-dunyā ʿalā l-iṭlāq) zu bezeichnen.
Asch-Schaukānī (gest. 1834) verteidigte später as-Suyūtī gegen as-Sachāwīs Darstellung in aḍ-Ḍauʾ al-lāmiʿ. Er warf as-Sachāwī vor, eine „ungerechte Lebensbeschreibung“ (tarǧama muẓlima) von as-Suyūtī erstellt zu haben, deren Großteil hässliche Verleumdung (ṯalb faẓīʿ), widerwärtige Schmähung (sabb šanīʿ), Herabsetzung (intiqāṣ) und „Geringschätzung seiner guten Eigenschaften“ (ġamṭ li-manāqibihī) sei. Dem gerecht Urteilenden entgehe nicht, was in diesem Bericht an Voreingenommenheit (taḥāmul) gegenüber diesem Imam (gemeint ist as-Suyūtī) stecke. Man müsse sich hier an den Grundsatz der Gelehrten halten, die sich mit dem „Unglaubwürdig- und Glaubwürdig-Erklären“ (ǧarḥ wa-t-taʿdīl) der Tradenten befassen. Sie lehrten nämlich, dass man die Aussagen von Zeitgenossen übereinander nicht akzeptieren dürfe, wenn zwischen ihnen nur geringste Rivalität erkennbar sei. Dieser Grundsatz müsse erst recht für as-Suyūtī und as-Sachāwī gelten, weil bei ihnen die Rivalität so weit gegangen sei, dass sie gegeneinander Schriften verfassten. As-Sachāwī sei zwar ein Imam, dessen man sich nicht entledigen könne, wer aber sein Buch kenne, wisse, dass er gegenüber vielen seiner großen Zeitgenossen voreingenommen gewesen sei. Was die von as-Sachāwī thematisierte Herabsetzung as-Suyūtīs durch andere Gelehrte angehe, so sei diese durch seinen Anspruch auf Idschtihād verursacht gewesen. Die Menschen verhielten sich häufig so gegenüber denjenigen, die diesen Rang erreicht haben, wie man an der Biographie Ibn Taimīyas ersehen könne.

### Verehrung als Gottesfreund

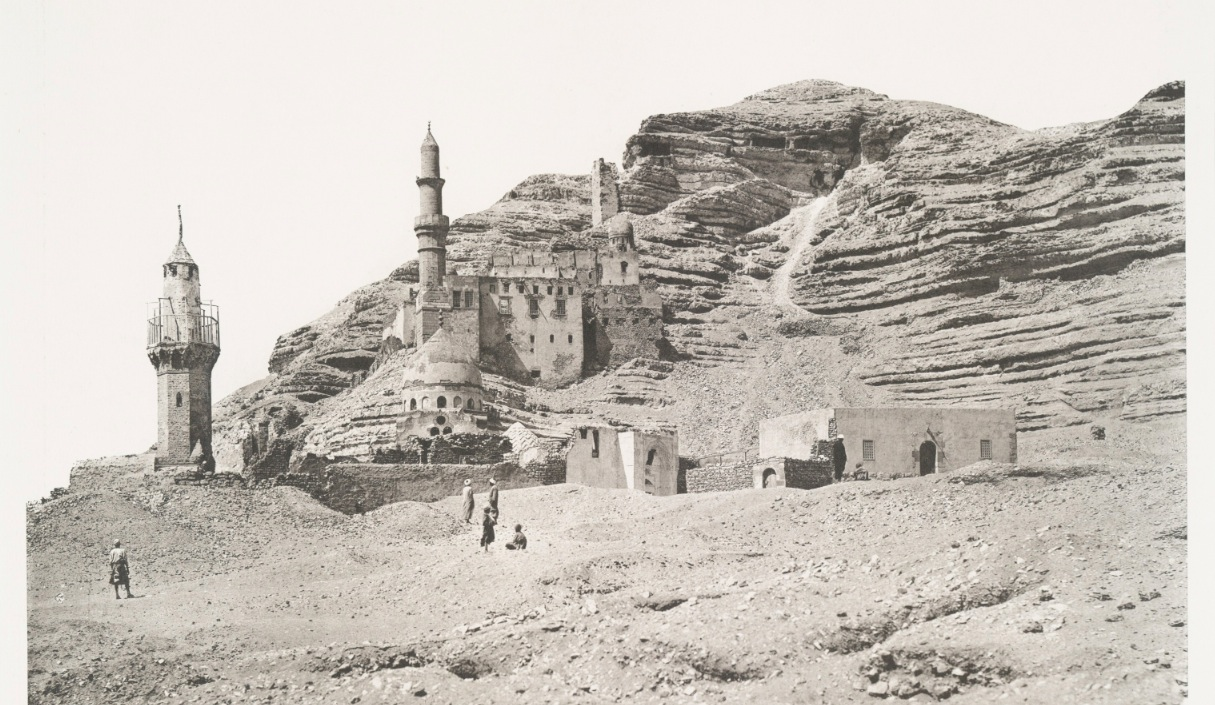
Die Zāwiya von Scheich ʿAbdallāh al-Dschuyūschī auf dem Muqattam

Schon bald nach seinem Tod wurde as-Suyūtī auch als Gottesfreund verehrt, und es wurden ihm Huldwunder (karāmāt) nachgesagt. Eine wichtige Rolle bei as-Suyūtīs Erhebung zum Gottesfreund spielte sein Schüler asch-Schādhilī. Er berichtet in seiner Biographie, dass as-Suyūtī mehr als 70 Mal den Propheten Mohammed im Wachzustand gesehen habe und dass dieser ihm vorhergesagt habe, dass er ohne vorherige Bestrafung direkt ins Paradies eingehen werde. Er erzählte auch, dass er nach as-Suyūtīs Tod einen Zettel in seiner Handschrift gefunden habe, auf dem stand, dass er in der Nacht auf Donnerstag, den 2. Rabīʿ al-auwal (= 18. Oktober 1498) im Traum den Propheten gesehen und ihn gefragt habe, ob er ihm aus seiner neuen Hadith-Sammlung Ǧamʿ al-ǧawāmiʿ vorlesen dürfe, und dieser geantwortet habe: „Her damit, o Meister des Hadith (hāt yā šaiḫ al-ḥadīṯ)“.
Asch-Schādhilī schrieb des Weiteren as-Suyūtī die Fähigkeit zur „Zusammenziehung der Erde“ (ṭaiy al-arḍ) zu, die bedeutet, dass man große Entfernungen in wenigen Schritten zurücklegen kann. So erzählte er, dass as-Suyūtī eines Nachmittags mit einem seiner Anhänger in wenigen Augenblicken von der Zāwiya des Scheich ʿAbdallāh al-Dschuyūschī auf dem Muqattam nach Mekka gereist sei, um dort mit ihm den Tawāf um die Kaaba zu vollziehen und auf die gleiche Weise mit ihm am Abend nach Kairo zurückzukehren. Asch-Schādhilī meint außerdem, dass as-Suyūtī die osmanische Eroberung Ägyptens vorausgesagt habe, weil ein Schüler ihn hatte sagen hören, dass die Zerstörung Ägypten im Jahre 923 der Hidschra (= 1517 n. Chr.) beginnen würde. Die Gesamtheit dieser Berichte belegten nach Auffassung asch-Schādhilīs, dass as-Suyūtī nicht nur Gelehrter war, sondern auch zu den Gottesfreunden gehörte und als solcher eigene Huldwunder hatte.
Nadschm ad-Dīn al-Ghazzī (gest. 1651) war hingegen der Auffassung, dass as-Suyūtī hinsichtlich der Schnelligkeit des Schreibens und der Abfassung von Werken eines der großen Zeichen Gottes (āya kubrā min āyāt Allāh) gewesen sei. Wenn er keine Huldwunder gehabt hätte außer der Vielzahl und Exaktheit seiner Werke, hätte dies, so meint al-Ghazzī, für denjenigen, der an die Prädestination glaubt, als Beleg gereicht.

### Sein Grab als Wallfahrtsort
Asch-Schādhilī berichtet, dass sich zu seiner Zeit jeden Freitagmorgen an as-Suyūtīs Grab Gelehrte, Fromme, Scheiche und weibliche und männliche Besucher, die ihn verehrten, versammelten, den Koran und andere religiöse Formeln für ihn rezitierten und Predigten hielten. Auch wurde jeden Monat in der Nacht des 15. Tages mit Geldern, die as-Suyūtī gestiftet hatte, eine Chatma, also eine feierliche Rezitation des ganzen Korans, ausgerichtet, bei der viele Menschen zugegen waren. Das Grab wurde zu einem Anziehungspunkt von Ziyāra-Pilgern, die bei ihm Segen suchten, ähnlich wie es bei den Gräbern von asch-Schāfiʿī, as-Saiyida Nafīsa und anderen Heiligen auf der Qarāfa geschah. Um die Besucher davon abzuhalten, sich um sein Grab zu drängen und es zu berühren, wurde es mit einer runden Einfassung aus Steinplatten versehen. Der mamlukische Finanzbeamte Muhammad ad-Daftardār ließ im Jahre 945 (= 1538/39 n. Chr.) den Grabbau as-Suyūtīs mit Fliesen bedecken.